# 14937 Тьорск
14937 Тьорск (14937 Thirsk) — астероїд головного поясу, відкритий 1 лютого 1995 року.
Тіссеранів параметр щодо Юпітера — 3,391.
Названо на честь канадського інженера і асторнавта Роберта Брента Тьорска (англ. Robert Brent Thirsk, нар. 1953).